# Marea Galeguista
Marea Galeguista (en español: Marea Galleguista) y oficialmente En Marea-Compromiso por Galicia-Partido Galeguista-Marea Galeguista, fue una coalición electoral española formada el 30 de mayo de 2020 planteada para concurrir a las elecciones autonómicas que tuvieron lugar en Galicia el domingo 12 de julio de ese mismo año. Al término de la jornada de votación quedó constatado el aglutinamiento de los votos en las principales formaciones, quedando tanto Marea Galeguista como Galicia en Común fuera del nuevo hemiciclo. Su candidato a la Junta de Galicia fue Pancho Casal. 
La coalición fue fruto de los acuerdos políticos alcanzados por tres partidos políticos:
- Compromiso por Galicia, de carácter galleguista, progresista, centrista y, si bien de origen socialdemócrata, cercano al PNV, con quién concurrió a las Elecciones europeas de 2019.
- Partido Galeguista, con elementos galleguistas, nacionalistas, progresistas y centristas.
- En Marea, que se convirtió en partido político tras haber sido una coalición electoral formada por Anova, Podemos y Esquerda Unida.[8]

Con motivo de la pandemia de enfermedad por coronavirus, tras pasar el estado de alarma, en el período de la llamada "nueva normalidad", continuaron dándose focos aislados de casos por coronavirus. Uno de esos brotes se dio en la comarca lucense de Mariña, provocando el aislamiento al menos durante cinco días de cerca de 70 000 personas. Ante esa situación, Marea Galeguista solicitó el lunes 6 de julio la suspensión de dichas elecciones en la comarca si resultara "necesario" para evitar un posible rebrote de la enfermedad. Un día antes, el BNG y Galicia en Común habían pedido a la Junta de Galicia aplicar medidas para garantizar las medidas sanitarias a la hora de votar.

## Composición
| Partidos | Partidos                          |
| -------- | --------------------------------- |
|          | En Marea (En Marea)               |
|          | Compromiso por Galicia (CxG)      |
|          | Partido Galeguista Demócrata (PG) |

## Resultados electorales
| Comicios | Votos | %    | Diputados | Posición |
| -------- | ----- | ---- | --------- | -------- |
| 2020     | 2863  | 0,22 | 0/75      | 8.ª      |